# آبشار آهوم
آبشار آهوم (به لاتین: Awhum Waterfall) یک آبشار در نیجریه است.